# John Loudon McAdam
Pour les articles homonymes, voir John McAdam et McAdam (homonymie).
John Loudon McAdam est un ingénieur écossais (23 septembre 1756 - 26 novembre 1836).
Curateur des routes en Écosse puis à Bristol, il fut le premier à mettre en œuvre le système de revêtement des routes à l'aide de pierres cassées, qui porte à présent son nom, le macadam.
Son procédé fut introduit à Paris en 1849.

## Le problème de la voirie et de la révolution industrielle
Vers la fin du XVIIIe siècle, juste avant l'essor de la révolution industrielle britannique et après cinquante ans d'obsession gouvernementale pour paver la voirie de Londres, le Parlement britannique adopta en 1762 le fameux Westminster Paving Act. Avec cette loi, la responsabilité des infrastructures londoniennes n'étaient plus du ressort des institutions privées et des propriétaires fonciers, mais du secteur public. Ce tournant juridique ouvrit une veine législative et quelques années plus tard, en 1766, la chambre des Communes vota le London Paving and Lightning Act.
L'effort de rationalisation pour tracer de nouvelles routes, nommer des rues et numéroter les maisons permit une gestion plus aisée de la ville et de ses citoyens. Cependant, toutes ces avancées urbaines ne s'accomplissaient pas sans les perpétuelles rivalités de compétences entre la Cité de Londres et le gouvernement. L'invention de McAdam dans les années 1820 faite de pierres concassées et liées entre elles par un composé bitumeux vint avec une autre amélioration : le ramassage des ordures qui obstruaient les voies de circulation.
McAdam qui avait accompli une partie de sa carrière en Amérique parvint à breveter son invention et la développer partout en Amérique du Nord. La première route à utiliser le processus de McAdam dans le nouveau monde fut ouverte en 1830. L'innovation de l'ingénieur écossais était moins onéreuse et les routes duraient plus longtemps car elles étaient toutes surélevées et légèrement incurvées pour toujours laisser couler l'eau sur la chaussée. Les effets du gel de l'hiver américain étaient alors vaincus.
John Loudon Mac Adam déclina le titre de « sir » qui lui avait été octroyé pour son mérite, mais son fils l'accepta à sa place.

## Publications
- A practical essay on the scientific repair and preservation of public roads, Londres, 1819 (lire en ligne)
- Remarks on the present system of road making with observations deduced from practice and experience : with a view to revision of the existing laws and the introduction of improvement in the method of making, repairing and preserving roads : and defending the road funds from misappropriation, Londres, 1821 (lire en ligne)
- Observations on the management of trusts for the care of turnpike roads, as regards the repair of the road, the expenditure if the revenue, and the appointment and quality of executive officers and upon the nature and effect of the present road law of this kingdom illustrated by examples from a practical experience of nine years, Londres, 1825 (lire en ligne)

## Source
Cet article comprend des extraits du Dictionnaire Bouillet. Il est possible de supprimer cette indication, si le texte reflète le savoir actuel sur ce thème, si les sources sont citées, s'il satisfait aux exigences linguistiques actuelles et s'il ne contient pas de propos qui vont à l'encontre des règles de neutralité de Wikipédia.